# Festival international de musique Uzeyir Hadjibeyov
Le Festival international de musique Uzeyir Hadjibeyov (azéri : Üzeyir Hacıbəyov – Beynəlxalq musiqi festivalı) - a lieu en Azerbaïdjan au mois de septembre, dès l’an 2009,.
Les manifestations musicales se tiennent dans quelques villes de l’Azerbaïdjan, mais les actions principales se passent à Bakou.

## Histoire
De 1995 jusqu’à 2009, en Azerbaïdjan, on célébrait la journée de la musique traditionnelle le 18 septembre, date de l’anniversaire d’Uzeïr Hadjibeyov.
Les musiciens d’autres pays du monde prennent part au travail du festival en collaboration avec les musiciens azerbaïdjanais.
À part les concerts, on organise les spectacles, montés d’après les œuvres d’Uzeir Hadjibeyov et les conférences scientifiques étudiant son héritage artistique. Le Ministère de la Culture et du Tourisme d’Azerbaïdjan, ainsi que la Fondation Heydar Aliyev, sont les organisateurs du Festival,.
En 2021, le XIII Festival International de Musique Uzeyir Hadjibeyov se tiendra du 18 au 24 septembre à Choucha.